# Patrizio Sala
Patrizio Sala (* 16. Juni 1955 in Bellusco, Lombardei) ist ein ehemaliger italienischer Fußballspieler und späterer -trainer. Er war Teil der Mannschaft des AC Turin, die 1976 die erste nationale Meisterschaft für den Verein seit 1949 holte. Weiterhin spielte Sala unter anderem für Sampdoria Genua, den AC Florenz und den AC Parma.
In der Fußballnationalmannschaft seines Heimatlandes waren ihm nur acht Einsätze vergönnt, allerdings nahm er dabei an der Fußball-Weltmeisterschaft 1978 in Argentinien teil.
Er ist nicht verwandt mit Claudio Sala, seinem ehemaligen Mitspieler beim AC Turin.

## Spielerkarriere

### Vereinskarriere
Patrizio Sala, geboren 1955 in der lombardischen Stadt Bellusco in der Provinz Monza und Brianza, begann mit dem Fußballspielen beim bedeutendsten Verein dieser Provinz, nämlich bei der AC Monza. In Monza durchlief Sala zunächst die Jugendabteilungen, ehe er im Sommer 1973 im Alter von 18 Jahren in die erste Mannschaft des damaligen Drittligisten aufgenommen wurde. In den folgenden zwei Jahren, die der Mittelfeldspieler bei der AC Monza verbrachte, wurden beide Male durchschnittliche Platzierungen im Rahmen der damals noch eingleisigen Serie C erreicht. Durch seine guten Leistungen im Trikot von Monza Brianza wurden auch größere Vereine auf den jungen Mittelfeldakteur aufmerksam. Im Sommer 1975 wurde er schließlich vom AC Turin unter Vertrag genommen.
Bei Torino avancierte Patrizio Sala sofort zum absoluten Stammspieler, bereits in seiner ersten Saison in der Serie A wurde er in jedem einzelnen Saisonspiel eingesetzt und war somit ein entscheidender Faktor beim Gewinn der italienischen Meisterschaft in der Saison 1975/76. In jener Spielzeit belegte das Team von Trainer Luigi Radice, in dem unter anderem Spieler wie Paolino Pulici, Francesco Graziani oder Renato Zaccarelli spielten, nach Ablauf aller Spieltage den ersten Rang mit zwei Punkten Vorsprung auf den Lokalrivalen Juventus Turin. Dabei stellte der AC Turin sowohl die beste Offensive als auch die beste Defensive der Liga, konnte die meisten Siege erringen und musste die wenigsten Niederlagen hinnehmen. Der Titelgewinn von 1976 stellt dabei den ersten großen Erfolg des Vereins – abgesehen von den Pokalsiegen 1968 und 1971 – seit dem Ende des so genannten Grande Torino, der großen Mannschaft des AC Turin in den 1940er-Jahren, die im Jahr 1949 beim Flugunfall von Superga nahezu völlig ausgelöscht wurde, dar. Bis heute ist jener Meistertitel der letzte solche, der Verein erlebte einen leisen Niedergang und gehört nunmehr schon lange nicht mehr zu den führenden Kräften im italienischen Vereinsfußball.
Zu Zeiten Patrizio Salas sah das allerdings noch anders aus. Im Jahr nach der Meisterschaft gehörte der AC Turin erneut zu den besten Teams in Italien und musste sich diesmal einzig Juventus geschlagen geben, das im Meisterschaftsrennen um einen Punkt besser war. Auch die folgenden Jahre verliefen für den ab 1977 unter dem Namen Torino Calcio laufenden Verein durchaus erfolgreich, man erlangte nahezu jede Saison einen Platz unter den besten fünf Mannschaften Italiens, erst 1980/81 landete man mal wieder auf einem Mittelfeldrang. Weiterhin erreichte das Team 1980 und 1981 das Endspiel um die Coppa Italia, scheiterte aber beide Male erst im Elfmeterschießen am AS Rom. Patrizio Sala zählte dabei in beiden Jahren zu den Stammspielern und spielte alle Finalspiele. Das verlorene Rückspiel im Finale der Coppa Italia 1980/81 war auch zugleich das letzte Match von Patrizio Sala für Torino Calcio. Er verließ den Verein im Sommer 1981 nach sechs durchaus erfolgreichen Jahren mit 159 Ligaspielen und vier Toren.
Nach seinem Engagement bei Torino Calcio ging Patrizio Sala zu Sampdoria Genua. Mit dem ambitionierten Verein gelang ihm der Aufstieg aus der Serie B, nachdem man in der Saison 1981/82 des italienischen Fußballunterhauses den zweiten Platz, einzig hinter Hellas Verona, belegt hatte. Nach dem Aufstieg verließ Patrizio Sala Sampdoria wieder, er ging zum AC Florenz. In Florenz schaffte er es allerdings nicht, sich zum unumstrittenen Stammspieler zu entwickeln und kam in einem Jahr in der Toskana auf 21 Ligaeinsätze. Danach ging er für ein Jahr zum SC Pisa, wo jedoch der Abstieg aus der Serie A passierte.
1984 wechselte Sala erneut den Verein und schloss sich dem AC Cesena an, der sich damals in der Serie B befand. In Cesena stand Patrizio Sala drei Jahre lang bis 1987 unter Vertrag und brachte es in dieser Zeit auf 95 Ligaspiele, in denen ihm vier Torerfolge gelangen. In der Serie B 1986/87 schaffte Patrizio Sala mit dem AC Cesena die Rückkehr in die Erstklassigkeit, ein Jahr später gelang unter dem späteren neapolitanischen Meistertrainer Alberto Bigon mit Platz neun in der Serie A 1987/88 der sichere Klassenerhalt. Doch Sala war bereits nach dem Aufstieg weitergezogen und hatte sich im Sommer 1987 dem Zweitligisten AC Parma angeschlossen. In zwei Jahren beim AC Parma wurden jeweils Platzierungen im oberen Mittelfeld der Serie B erreicht, den Aufstieg des finanziell gut aufgestellten Vereins erlebte Patrizio Sala nicht mehr als Spieler des AC Parma, er verließ den Verein schon ein Jahr vorher. Abschließend ließ Sala seine fußballerische Laufbahn von 1989 bis 1990 bei Solbiatese Arno Calcio in den Tiefen des Amateurbereiches ausklingen.

### Nationalmannschaft
Patrizio Sala kam zwischen 1976 und 1980 auf insgesamt acht Länderspiele in der italienischen Fußballnationalmannschaft. Diese begrenze Anzahl an internationalen Einsätzen für sein Heimatland ist unter anderem damit zu begründen, dass er sich schwer tat, an Romeo Benetti, der die gleiche Position wie Sala bespielte, vorbeizukommen. Dennoch nominierte ihn Italiens Nationaltrainer Enzo Bearzot ins Aufgebot für die Fußball-Weltmeisterschaft 1978 in Argentinien. Dabei wurde Sala jedoch nur einmal eingesetzt, im Spiel um den dritten Platz war er Teil der italienischen Mannschaft, die Brasilien mit 1:2 unterlag.

## Trainerkarriere
Nach dem Ende seiner aktiven Laufbahn als Fußballspieler wurde Patrizio Sala Trainer. Sein erstes Engagement als Verantwortlicher an der Seitenlinie hatte der ehemalige Profi von 1995 bis 1996 beim SC Leffe, nachdem er vorher Co-Trainer bei der AC Monza gewesen war. Doch wie auch bei den meisten seiner folgenden Trainerstationen war ihm kein großartiges Glück vergönnt, die meisten Stationen endeten frühzeitig und erfolglos. Sein bisher letztes Traineramt übernahm Patrizio Sala von 2005 bis 2006 beim AS Casale, Resultat war der Abstieg in die Serie D.
Im Jahre 2005 kehrte er auch kurzzeitig zu seinem alten Verein FC Turin zurück und coachte für wenige Monate die Juniorenmannschaft des Vereins.

## Erfolge
- Italienische Meisterschaft: 1×

1975/76 mit dem AC Turin
- Aufstieg in die Serie A: 2×

1981/82 mit Sampdoria Genua
1986/87 mit dem AC Cesena